# Hagemeyer
Hagemeyer este o companie de distribuție și servicii din Țările de Jos, cu o cifră de afaceri de 6,228 miliarde € și un profit de 140 milioane € în 2006.
1. ↑  L.E. Tels & Co's Handelmaatschapij, 20th Century Press Archives, accesat în 27 iulie 2021